# Kelli Giddish
Kelli Giddish (Cumming, 13 aprile 1980) è un'attrice statunitense.
Dal 2011 interpreta il detective Amanda Rollins nella serie Law & Order - Unità vittime speciali. Ha anche partecipato ad altre serie televisive come Past Life e Chase.

## Biografia
Giddish è nata a Cumming, in Georgia. È la figlia di Charles e Nita Giddish e ha un fratello di nome Eli. Il nonno paterno ha spinto il suo interesse a recitare portandola al Fox Theatre di Atlanta. È stata anche un'atleta, componente della squadra di softball del campionato della Central Forsyth High School. Giddish si è laureata presso l'Università di Evansville, in Indiana, in Teatro Performance.

## Filmografia

### Cinema
- Il potere del male (Witches of the Caribbean), regia di David DeCoteau (2005)
- Death in Love, regia di Boaz Yakin (2008)
- The Understudy, regia di David Conolly e Hannah Davis (2008)
- Breathless, regia di Jesse Baget (2012)

### Televisione
- La valle dei pini – soap opera, 115 puntate (2005-2007)
- The Burg – serie TV, 14 episodi (2006-2009)
- Damages – serie TV, episodi 1x10-1x13 (2007)
- Law & Order: Criminal Intent – serie TV, 7x05 (2007)
- Law & Order - Unità vittime speciali – serie TV, 255 episodi (2007, ep 8x12); 2011-in corso)
- Senza traccia – serie TV, episodio 7x05 (2008)
- Life on Mars – serie TV, episodio 1x14 (2009)
- Past Life – serie TV (2010)
- Chase – serie TV, 18 episodi (2010-2011)
- Powerless – film TV (2011)
- The Good Wife – serie TV, 4 episodi (2011-2014)
- Chicago P.D. – serie TV, episodi 1x06-2x07 (2014)
- Chicago Fire – serie TV, episodio 3x07 (2014)
- Law & Order: Organized Crime – serie TV, 4 episodi (2022-2023)
- Law & Order - I due volti della giustizia (Law & Order) – serie TV, episodio 22x01 (2022)

## Doppiatrici italiane
Nelle versioni in italiano delle opere in cui ha recitato, Kelli Giddish è stata doppiata da:
- Chiara Colizzi in Life on Mars, Chase, Law & Order - Unità vittime speciali, Chicago P.D., Chicago Fire, Law & Order - Organized Crime
- Valentina Pollani in Law & Order: Criminal Intent
- Francesca Fiorentini in The Good Wife
- Tatiana Dessi in The Good Wife (ep. 6x01)
- Selvaggia Quattrini in Past Life
- Emanuela D'Amico in Damages